# Danny Wilson
Daniel „Danny” Wilson (ur. 27 grudnia 1991 w Livingston) – szkocki piłkarz występujący na pozycji obrońcy w Rangers.
Wilson zadebiutował w barwach Rangersów w październiku 2009 roku i dziewięć dni później został najmłodszym graczem Rangers i najmłodszym Szkotem, który wystąpił w Lidze Mistrzów. Dotychczas wygrał takie rozgrywki jak Scottish Premier League, Puchar Szkocji i Puchar Ligi Szkockiej. W 2010 roku otrzymał także tytuły Młody szkocki piłkarz roku FWA i Młody szkocki piłkarz roku PFA.
Wilson reprezentował Szkocję w różnych kategoriach wiekowych. Był kapitanem reprezentacji Szkocji do lat 19. Obecnie jest powoływany do reprezentacji Szkocji do lat 21.

## Kariera klubowa

### Rangers
Wilson jest wychowankiem Rangersów. Swoją karierę zaczynał w zespołach młodzieżowych tego klubu i był także kapitanem drużyny do lat 19. Od początku wróżono mu wielką przyszłość na Ibrox (porównywano go do Alana Hansena), i aż do czasu jego debiutu w pierwszym zespole informowano o zainteresowaniu nim ze strony innych klubów. Wilson wielokrotnie znajdował się w kadrze meczowej, lecz całe spotkania przesiadywał na ławce rezerwowych, jak choćby finał Pucharu Szkocji w 2009 roku przeciwko Falkirk. Swój debiut w pierwszym zespole zaliczył w wygranym 3-1 spotkaniu Pucharu Ligi Szkockiej przeciwko Dundee F.C., podczas którego spędził na boisku pełne 90 minut. Nieco ponad tydzień później został najmłodszym graczem Rangersów, który wystąpił w Lidze Mistrzów. Stało się to podczas spotkania z rumuńską Unireą Urziceni, gdy Wilson miał zaledwie 17 lat i 312 dni. 27 marca 2010 roku Wilson zdobył swojego pierwszego gola w barwach klubu. Stało się to wygranym 4-1 spotkaniu ligowym z Hearts rozgrywanym na stadionie Tynecastle Stadium.
W sezonie 2009/10 Wilson rozegrał w sumie 15 spotkań w barwach Rangersów i, obok kapitana Davida Weira, stał się pewnym punktem defensywy. W sezonie 2009/10 zdobył także swój pierwszy tytuł Mistrza Szkocji. Po obiecującym debiutanckim sezonie Wilson otrzymał nagrody dla Młodego szkockiego piłkarza roku FWA i Młodego szkockiego piłkarza roku PFA. Przez kibiców klubu został także wybrany Młodym piłkarzem Rangersów roku.

### Liverpool
21 lipca 2010 roku Wilson został zawodnikiem Liverpoolu, z którym podpisał trzyletni kontrakt. Angielski klub zapłacił za niego kwotę w wysokości 2 milionów £, która może wzrosnąć do 5 milionów £ po spełnieniu specjalnych klauzuli. W sezonie 2011/2012 Wilson zdobył z drużyną klubową Puchar Ligi Angielskiej.

### Wypożyczenia
31 grudnia 2011 potwierdzono, że Wilson zostanie wypożyczony do Blackpool do końca sezonu 2011/12. Zadebiutował w meczu z Crystal Palace.
22 listopada 2012 roku został wypożyczony do Bristol City. Tuż po powrocie do Liverpoolu ponownie na zasadzie wypożyczenia – tym razem do końca sezonu – trafił do szkockiej drużyny Heart of Midlothian.

### Hearts
Po zakończeniu sezonu 2012/2013 ogłoszono, że Wilson dołączy do Heart of Midlothian na zasadzie stałego transferu.

## Statystyki kariery
Aktualne na dzień 27 maja 2013 roku.
|                    |                     |                         | Liga | Liga | Puchar | Puchar | Puchar ligi | Puchar ligi | R. kont. | R. kont. | Łącznie | Łącznie |
| Sezon              | Klub                | Liga                    | M    | G    | M      | G      | M           | G           | M        | G        | M       | G       |
| ------------------ | ------------------- | ----------------------- | ---- | ---- | ------ | ------ | ----------- | ----------- | -------- | -------- | ------- | ------- |
| 2009/10            | Rangers             | Scottish Premier League | 14   | 1    | 6      | 0      | 4           | 0           | 2        | 0        | 26      | 1       |
| 2010/11            | Liverpool           | Premier League          | 2    | 0    | 0      | 0      | 1           | 0           | 5        | 0        | 8       | 0       |
| 2011/12            | Liverpool           | Premier League          | 0    | 0    | 0      | 0      | 1           | 0           | —        | —        | 1       | 0       |
| 2011/12            | Blackpool (wyp.)    | Championship            | 6    | 0    | 4      | 0      | 0           | 0           | —        | —        | 10      | 0       |
| 2012/13            | Liverpool           | Premier League          | 0    | 0    | 0      | 0      | 0           | 0           | 0        | 0        | 0       | 0       |
| 2012/13            | Bristol City (wyp.) | Championship            | 1    | 0    | 0      | 0      | 0           | 0           | —        | —        | 1       | 0       |
| 2012/13            | Hearts (wyp.)       | Scottish Premier League | 13   | 0    | 0      | 0      | 2           | 0           | —        | —        | 15      | 0       |
| 2013/14            | Hearts              | Scottish Premier League | 0    | 0    | 0      | 0      | 0           | 0           | 0        | 0        | 0       | 0       |
| Łącznie w karierze | Łącznie w karierze  | Łącznie w karierze      | 36   | 1    | 10     | 0      | 8           | 0           | 7        | 0        | 61      | 1       |

## Sukcesy
Rangers
- Scottish Premier League: 1

2010
- Puchar Szkocji: 1

2009
- Puchar Ligi Szkockiej: 1

2010
Indywidualne
- Młody szkocki piłkarz roku PFA: 1

2010
- Młody szkocki piłkarz roku FWA: 1

2010